# Elsa Fornero

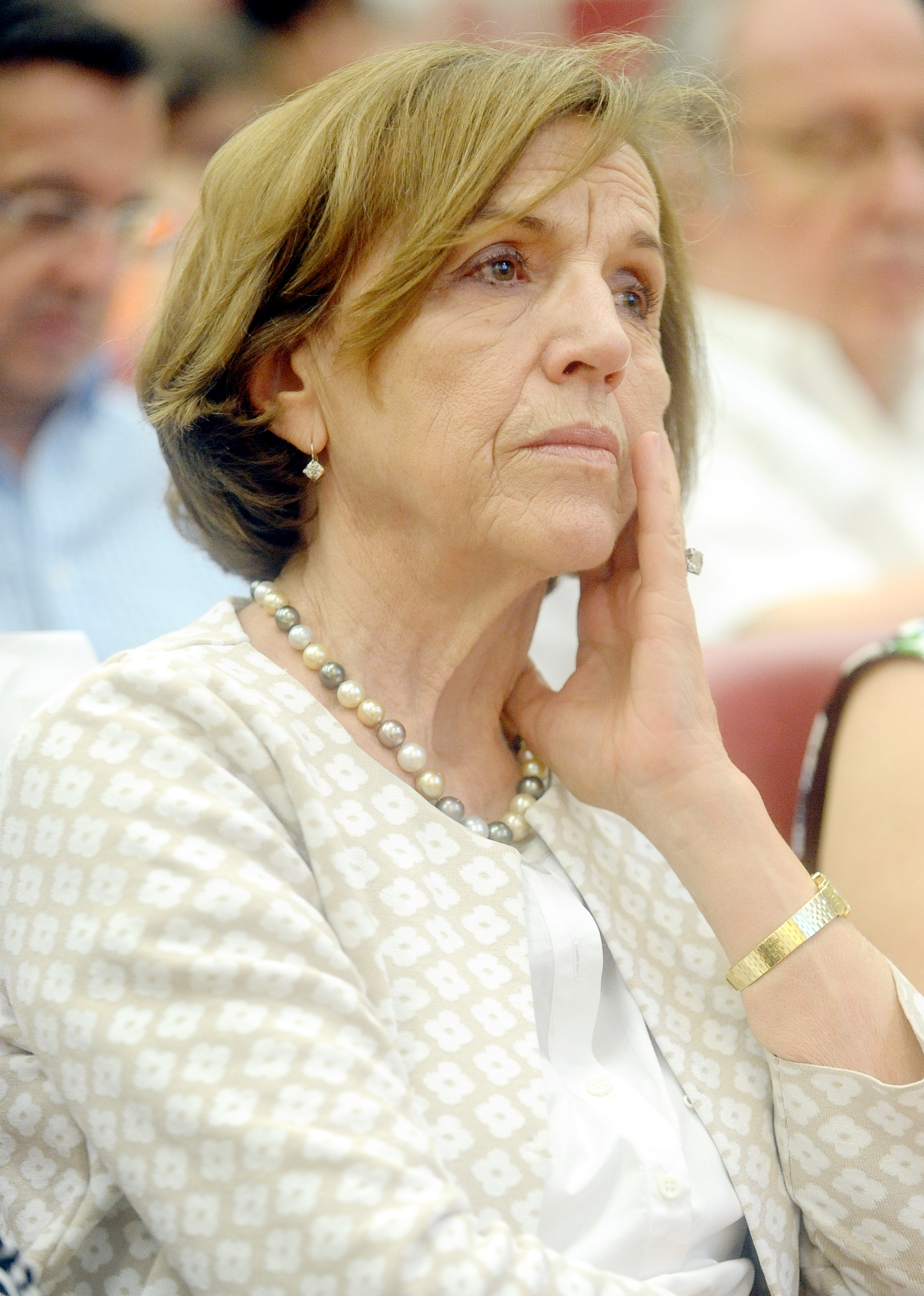
Elsa Fornero (2018)

Elsa Maria Fornero (* 7. Mai 1948 in San Carlo Canavese, Piemont) ist eine italienische Wirtschaftswissenschaftlerin,  Hochschullehrerin und Politikerin.

## Wissenschaftliche Tätigkeit
Fornero ist Professorin für Wirtschaftswissenschaften an der Universität Turin. Schwerpunkte ihrer Arbeit sind Studien über Vermögensbildung, Sozialversicherungssysteme und Pensionsfonds. Sie ist Mitglied verschiedener wissenschaftlicher Institute und Beiräte.
Zu ihren zahllosen Veröffentlichungen gehört auch das Manuale italiano di microeconomia, das sie unter anderem mit Mario Monti verfasste.
2021 wurde sie zum Mitglied der Academia Europaea gewählt.

## Politische Tätigkeit
Elsa Fornero hatte von 1993 bis 1998 ein Mandat als Stadträtin für die Bürgerliste Alleanza per Torino in Turin.
Sie wurde am 16. November 2011 in die aus Fachleuten bestehenden Regierung Monti als Ministerin für Arbeit, Soziales und Chancengleichheit berufen und amtierte bis zum 28. April 2013.
Für eine große Kontroverse in den italienischen Medien sorgte Fornero, als sie am 4. Dezember 2011 bei einer live im Sender La7 ausgestrahlten Pressekonferenz, bei der Verkündigung der Einschnitte im Rentensystem in Tränen ausbrach.
Elsa Fornero ist parteilos.

## Sonstiges
Elsa Fornero war Mitglied des Aufsichtsrates der Großbank Intesa Sanpaolo.
Sie war als Kommentatorin für die Wirtschaftszeitung Il Sole 24 Ore tätig.
Sie ist mit dem Wirtschaftswissenschaftler Mario Deaglio verheiratet.